# Source lumineuse orthotrope

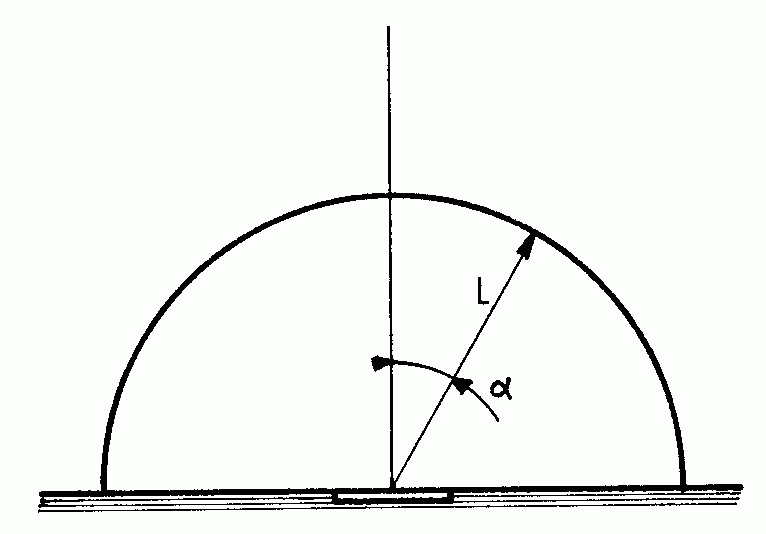
Indicatrice de luminance d'une source orthotrope.

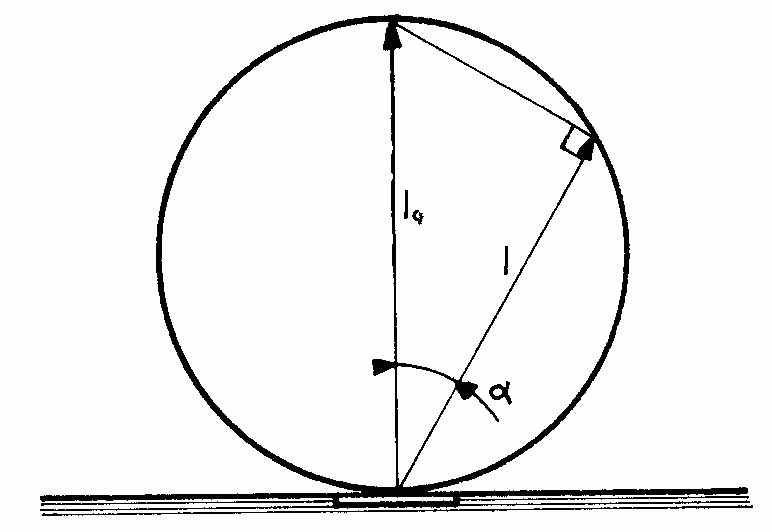
Indicatrice d'intensité d'une source orthotrope.

Une source lumineuse orthotrope ou source lumineuse lambertienne, car elle respecte la loi de Lambert, est une source de lumière dont la luminance est uniforme angulairement, c'est-à-dire identique dans toutes les directions,. 
À la différence d'une source lumineuse isotrope pour laquelle l'intensité lumineuse est la même dans toutes les directions, une source lumineuse orthotrope peut avoir une intensité lumineuse dépendante de la direction. Dans le cas d'une surface plane de petite taille face à la distance d'observation, l'intensité varie selon la loi en cosinus de Lambert : I = I0 cos θ  où θ est l'angle de la direction par rapport à la normale à la surface source.
En radiométrie, il est fréquent de considérer qu'une surface est lambertienne. Cette approximation est acceptable pour des surfaces rugueuses ou mates, mais pas pour les surfaces métalliques, brillantes ou polies. Parmi les sources lumineuses primaires, le corps noir, source primaire incandescente idéale, est une source orthotrope. Parmi les sources lumineuses secondaires (en réflexion ou en transmission), le diffuseur parfait est une source orthotrope, en plus de renvoyer ou de transmettre toute la lumière qu'il reçoit. Quelle que soit sa forme, une source lumineuse parfaitement orthotrope paraît plane. Le soleil semble être un disque dans le ciel alors qu'il est en réalité sphérique.
Si la luminance d'une source orthotrope est la même sur toute sa surface, elle est dite uniforme angulairement et spatialement.